# Maxim Braun
Maxim Walerjewitsch Braun (russisch Максим Валерьевич Браун; * 16. April 1993 in Pawlodar) ist ein kasachischer Biathlet.

## Werdegang
Maxim Braun betreibt seit 2006 Biathlon. Er gab sein internationales Debüt am 29. Januar 2011 im Sprint-Wettbewerb bei den Biathlon-Juniorenweltmeisterschaften 2011 in Nové Město, in welchem er 15. wurde. Nachdem er im anschließenden Verfolgungsrennen am nächsten Tag noch auf den 31. Platz abrutschte, konnte er im Einzel-Wettbewerb mit dem 14. Platz erneut eine Top-15-Platzierung erreichen. Im Staffel-Wettbewerb wenige Tage später erreichte er im kasachischen Team mit Ruslan Bessow und Wadim Iwanow mit knapp vier Minuten Rückstand Platz 9. Auch in den folgenden Jahren kam er für Braun ausschließlich zu Wettkämpfe im Rahmen der Biathlon-Juniorenweltmeisterschaften. Die Platzierungen in den Einzelwettkämpfen variierten dabei von den Plätzen 27 bis 60, für Aufsehen sorgte Braun jedoch erneut im kasachischen Team mit einem starken vierten Platz im Staffel-Wettbewerb bei den Biathlon-Juniorenweltmeisterschaften 2013 in Obertilliach hinter den Mannschaften aus Frankreich, Schweden und Deutschland.
Braun debütierte am 29. November 2014 bei einem Sprintrennen im IBU-Cup in der Saison 2014/15 in Beitostølen, bei welchem er den 64. Platz erreichte. Dies blieb jedoch sein einziger Einsatz im IBU-Cup, es folgten danach keine weiteren Einsätze im Verlauf der nächsten Saisons. Am 3. Dezember 2014 debütierte Braun schließlich bei einem Einzelrennen in Östersund im Biathlon-Weltcup, wo er am Ende auf Platz 88 kam. Seitdem folgten die regelmäßige Teilnahme an Einzel- und Staffelwettbewerben im Biathlon-Weltcup, jedoch bisher ohne Top-30-Platzierung.
Braun debütierte im März 2015 zum ersten Mal bei einer Weltmeisterschaft mit seiner Teilnahme an den Biathlon-Weltmeisterschaften 2015 in Kontiolahti. Nachdem er im Sprint-Wettbewerb 86. und im Einzelwettbewerb 53. wurde, kam er mit der kasachischen Staffel mit Jan Sawizki, Anton Pantow und Wassili Podkorytow mit über vier Minuten Rückstand auf Platz 17.

## Statistiken

### Weltcupplatzierungen
Die Tabelle zeigt alle Platzierungen (je nach Austragungsjahr einschließlich Olympische Spiele und Weltmeisterschaften).
- 1.–3. Platz: Anzahl der Podiumsplatzierungen
- Top 10: Anzahl der Platzierungen unter den ersten zehn (einschließlich Podium)
- Punkteränge: Anzahl der Platzierungen innerhalb der Punkteränge (einschließlich Podium und Top 10)
- Starts: Anzahl gelaufener Rennen in der jeweiligen Disziplin
- Staffel: inklusive Mixed- und Single-Mixed-Staffeln

| Platzierung              | Einzel | Sprint | Verfolgung | Massenstart | Staffel | Gesamt |
| ------------------------ | ------ | ------ | ---------- | ----------- | ------- | ------ |
| 1. Platz                 |        |        |            |             |         |        |
| 2. Platz                 |        |        |            |             |         |        |
| 3. Platz                 |        |        |            |             | 1       | 1      |
| Top 10                   |        |        |            |             | 3       | 3      |
| Punkteränge              |        | 1      |            |             | 26      | 27     |
| Starts                   | 8      | 28     | 2          |             | 26      | 64     |
| Stand: 31. Dezember 2021 |        |        |            |             |         |        |

### Olympische Winterspiele
Ergebnisse bei Olympischen Winterspielen:
|                                             | Einzelwettbewerbe | Einzelwettbewerbe | Einzelwettbewerbe | Einzelwettbewerbe | Staffelwettbewerbe | Staffelwettbewerbe |
| Sprint                                      | Verfolgung        | Einzel            | Massenstart       | Herrenstaffel     | Mixedstaffel       |                    |
| ------------------------------------------- | ----------------- | ----------------- | ----------------- | ----------------- | ------------------ | ------------------ |
| Olympische Winterspiele 2018 \| Pyeongchang | 85.               | –                 | 61.               | –                 | 17.                | 18.                |